# Cross-dressing

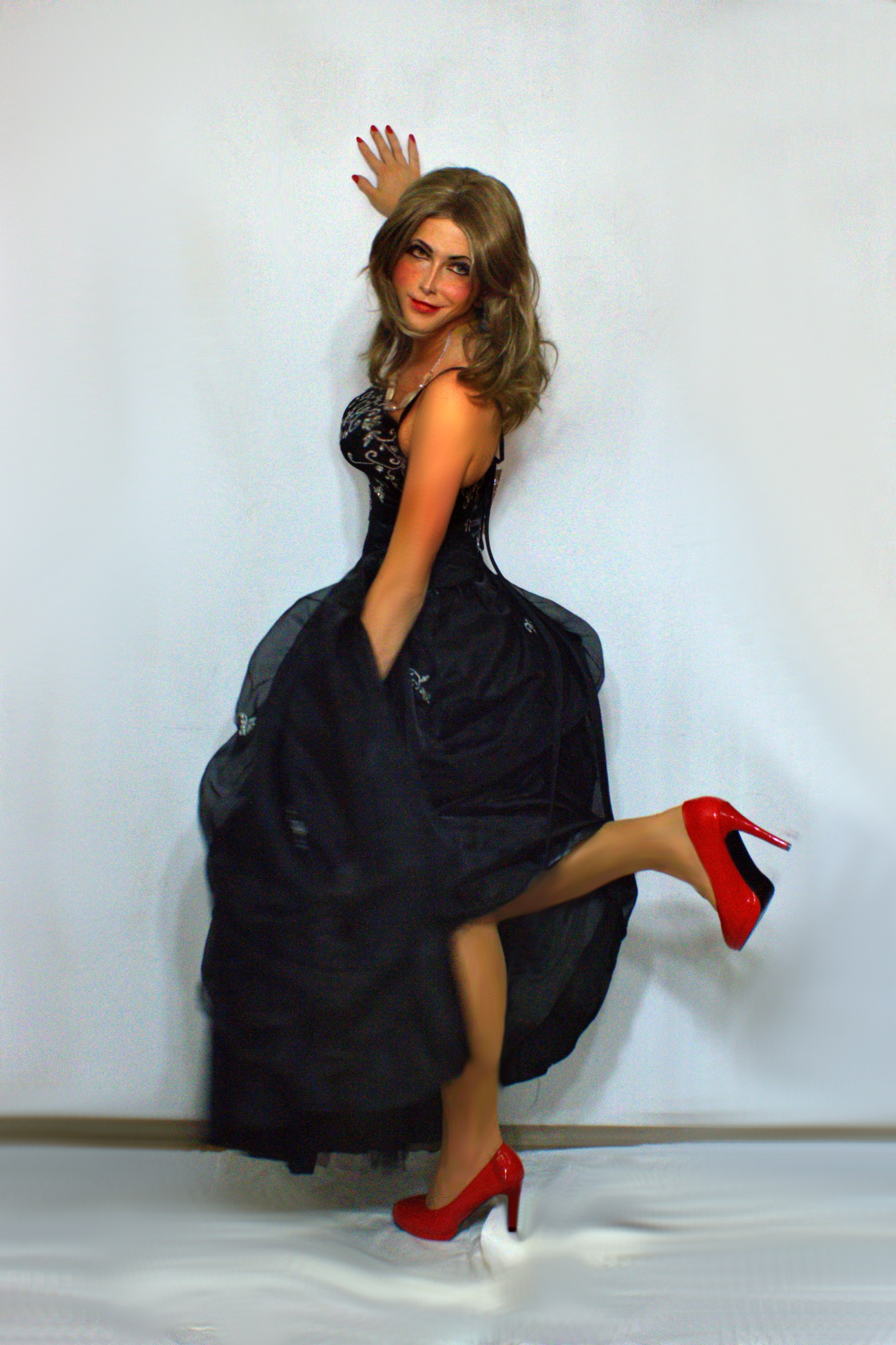
Crossdresser vestindo vestido de baile

Cross-dressing é um termo que se refere ao ato de alguém possuir uma expressão de género (roupas ou acessórios) associados ao género oposto, por qualquer uma de muitas razões, desde vivenciar uma faceta feminina (no caso dos homens) ou masculina (no caso das mulheres), ou outras. Quem desenvolve essa prática é chamado de crossdresser, ou resumidamente conhecidos como Cd.

## Terminologia
O fenômeno do cross-dressing é uma prática antiga, sendo referida inclusive na Bíblia. No entanto, os termos para descrevê-lo mudam: o termo anglo-saxão crossdresser suplantou amplamente o latino "travesti".

## História

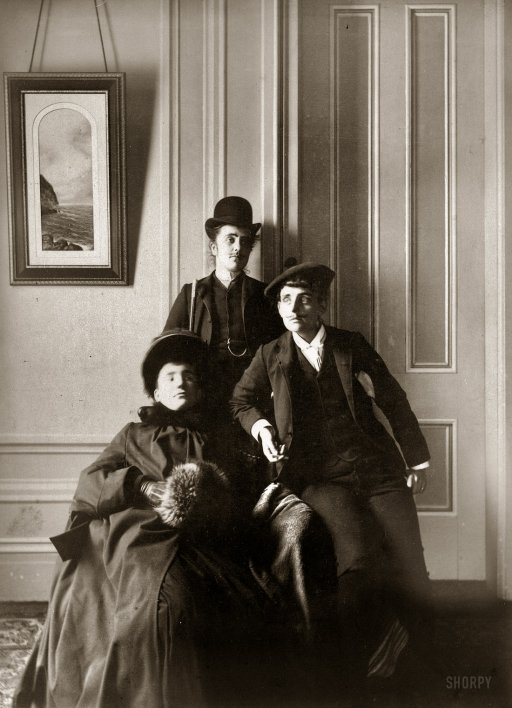
Frances Benjamin Johnston (à direita) posa com duas amigas travestidas; a "senhora" é identificada por Johnston como o ilustrador Mills Thompson.

O travestismo, transformismo ou cross-dressing tem sido praticado em grande parte da história registrada, em muitas sociedades e por muitas razões. Existem exemplos nas mitologias grega, nórdica e hindu. O ato de travestir-se pode ser encontrado também no folclore, literatura, teatro e música, como no Kabuki e no xamanismo coreano. No contexto britânico e europeu, as trupes teatrais inglesas por longos períodos eram exclusivamente masculinas, com os papéis femininos assumidos por atores homens.
Uma variedade de figuras históricas são conhecidas por se travestirem em graus variados. Muitas mulheres descobriram que precisavam se disfarçar de homens para participar mais ativamente de um mundo amplamente machista. Por exemplo, Margaret King travestiu-se no início do século XIX para frequentar a faculdade de medicina, já que ninguém aceitaria estudantes do sexo feminino. Um século depois, Vita Sackville-West se vestiu como um jovem soldado para "sair" com sua namorada Violet Keppel, e assim evitar o assédio de rua que duas mulheres teriam enfrentado. Inclusive na história do Escotismo e Guidismo/bandeirantismo se conta que antes de existir o movimento educativo para meninas, estas se vestiam como os meninos para poderem participar dos acampamentos, o que teria motivado ao criador Baden-Powell convidar a irmã Agnes a criar um movimento semelhante para elas em 1909. A proibição de mulheres vestindo trajes masculinos, uma vez aplicada estritamente, ainda ecoa hoje em algumas sociedades ocidentais que exigem que meninas e mulheres usem saias, por exemplo, como parte de uniforme escolar ou profissional. Em alguns países, mesmo em ambientes casuais, as mulheres ainda são proibidas de usar roupas tradicionalmente masculinas. Às vezes, todas as calças, não importando o quanto sejam largas e longas, são automaticamente consideradas "indecentes" para mulheres, o que pode tornar sua usuária sujeita a punições severas, como no caso de Lubna al-Hussein no Sudão em 2009. O mesmo acontece com homens que usam roupas ou peças de roupas femininas em alguns países.

## Variedades

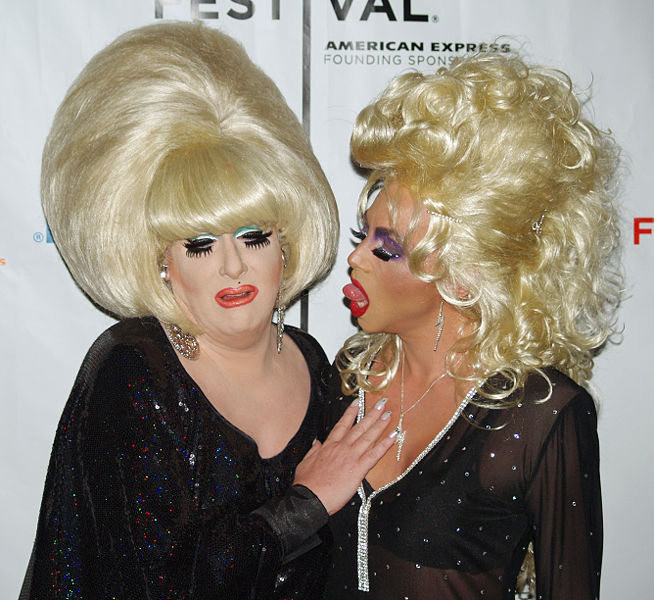
Drag queens são uma forma de travestismo como arte performática

Existem muitos tipos diferentes de cross-dressing ou travestismo e muitas razões diferentes pelas quais um indivíduo pode se envolver em comportamento travesti. Algumas pessoas se irritam -vestir por uma questão de conforto ou estilo, uma preferência pessoal por roupas associadas ao sexo oposto. Algumas pessoas se cruzam para chocar os outros ou desafiar normas sociais; outros limitarão seu travesti à roupa íntima, de modo que não seja aparente. Algumas pessoas tentam se passar por membros do sexo oposto para obter acesso a lugares ou recursos que de outra forma não seriam capazes de alcançar.

### Disfarce de gênero
O disfarce de gênero tem sido usado por mulheres e meninas para se passarem como homens, e por homens e meninos para se passarem por mulheres. O disfarce de gênero também foi usado como um enredo na narração de histórias, especialmente em narrativas badaladas, e é um motivo recorrente em literatura, teatro e cinema. Historicamente, algumas mulheres se travestiram para assumir profissões dominadas ou exclusivamente masculinas, como o serviço militar. Por outro lado, alguns homens se travestiram para escapar do serviço militar obrigatório ou como um disfarce para ajudar em protestos políticos ou sociais, como os homens no País de Gales fizeram nos Rebecca Motins e ao conduzir Ceffyl Pren como uma forma de justiça popular. Nas histórias do Escotismo e Guidismo (Bandeirantismo) mundial contam que Lord Baden-Powell, após perceber que os jovens se organizavam sob suas ideias publicadas criando o escotismo para rapazes, em torno de 1907, passou a encontrar no eventos meninas que estavam participando disfarçadas de meninos. Isso teria sido um dos motivadores a resolver criar um movimento semelhante para meninas. Algumas meninas no Afeganistão, muito depois da queda do Talibã, ainda são disfarçadas por suas famílias como meninos. Isso é conhecido como bacha posh

### Teatro e performance
Trupes teatrais de um único sexo costumam ter alguns artistas que se travestem para interpretar papéis escritos para membros do sexo oposto. Travestir, particularmente a representação de homens usando vestidos, é frequentemente usado para efeitos cômicos no palco e nas telas.
Drag é uma forma especial de arte performática baseada no ato de travestir. A drag queen é geralmente uma pessoa masculina que atua como um personagem exageradamente feminino, em trajes elevados, às vezes consistindo de um vestido vistoso, sapatos de salto alto, maquiagem óbvia e peruca. Uma drag queen pode imitar famosas estrelas femininas do cinema ou da música pop. Uma faux queen é uma pessoa designada por uma mulher que usa as mesmas técnicas. Um drag king é uma contraparte da drag queen - uma pessoa designada por uma mulher que adota uma persona masculina na performance ou imita um personagem de um filme ou estrela da música pop. Algumas pessoas designadas por mulheres passando por terapia de redesignação de gênero também se autoidentificam como drag king, embora esse uso de "drag king" seja geralmente considerado impreciso.
A atividade moderna de encenações de batalhas levantou a questão das mulheres se passarem por soldados homens. Em 1989, Lauren Burgess se vestiu como um soldado do sexo masculino em uma reencenação da Batalha de Antietam, e foi expulsa após ser descoberta por ser mulher. Burgess processou o estúdio Park Service por discriminação sexual. O caso gerou um debate acalorado entre os fãs da Guerra Civil. Em 1993, um juiz federal decidiu em favor de Burgess.
"Wigging" refere-se à prática de dublês masculinos tomando o lugar de uma atriz, o que paralelamente a "pinturas faciais", onde dublês brancos são produzidos para se assemelharem a atores negros. Dublês femininas protestaram contra essa norma de "sexismo histórico" no cinema, afirmando que isso restringe suas possibilidades de trabalho já limitadas.

### Fetiches sexuais

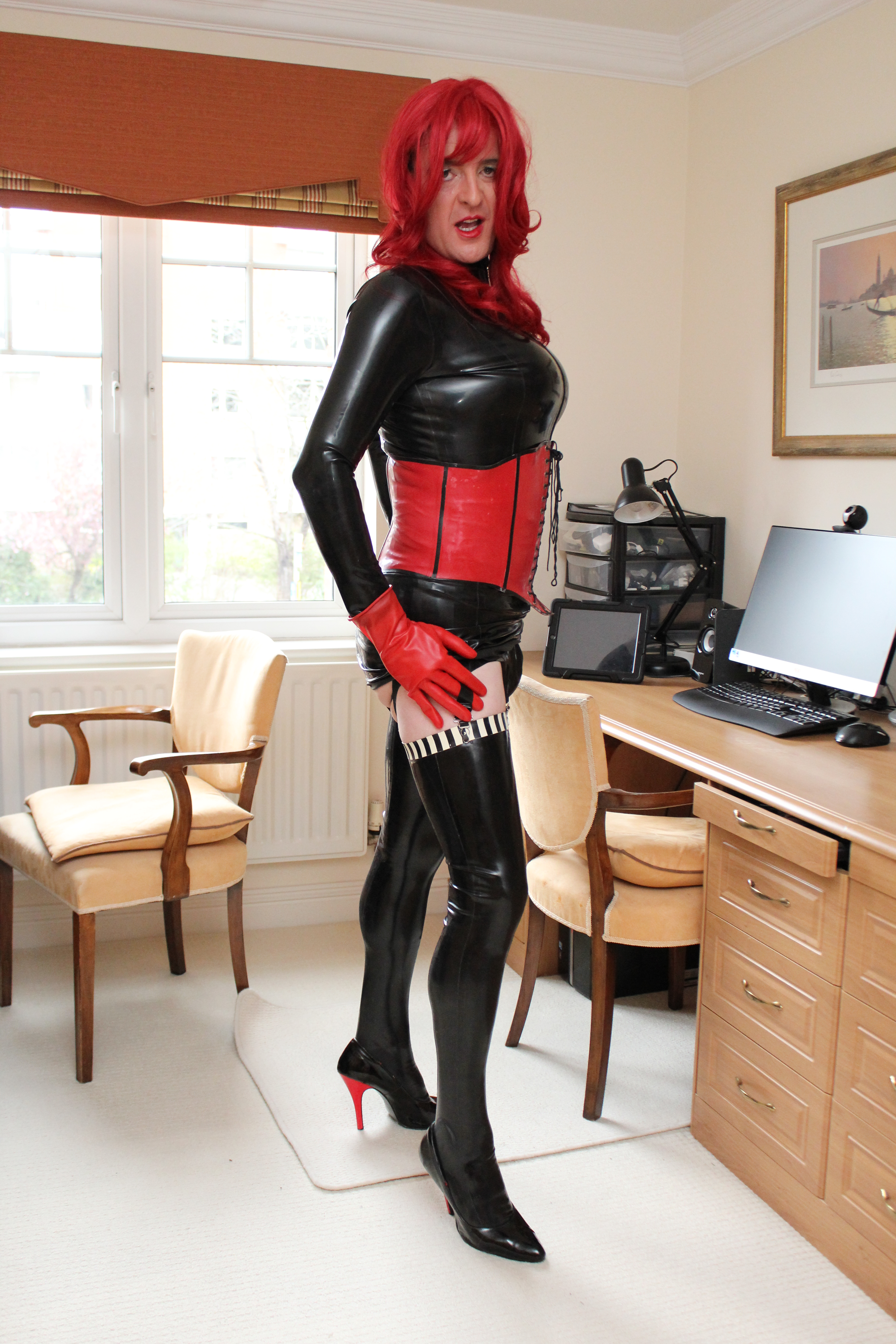
Um fetichista usando roupas de látex

Um Travestismo Fetichista é uma pessoa que se monta com roupas do sexo oposto como parte de um fetiche sexual. De acordo com a quarta edição do Manual Diagnóstico e Estatístico de Transtornos Mentais, esse fetichismo era limitado a heterossexuais homens; no entanto, o DSM-5 não tem essa restrição e o abre para mulheres e homens, independentemente de sua orientação sexual.
Às vezes, um dos membros de um casal heterossexual se monta para despertar a atração do outro. Por exemplo, o homem pode usar saias ou lingerie e/ou a mulher pode usar boxers ou outras roupas masculinas. (Veja também feminização forçada).

### Aprovado ou não
Algumas pessoas que se montam podem se esforçar para projetar uma impressão completa de pertencer ao outro gênero, incluindo trejeitos, maneirismos, padrões de fala e emulação de características sexuais. Isso é conhecido como aprovação ou "tentativa de aprovação", dependendo do sucesso da pessoa. Existem vídeos, livros e revistas sobre como um homem pode se parecer mais com uma mulher.
Outros podem optar por uma abordagem mista, adotando alguns traços femininos e alguns traços masculinos em sua aparência. Por exemplo, um homem pode usar vestido e barba. Isso às vezes é conhecido como generofuck. Em um contexto mais amplo, um crossdresser também pode se referir a outras ações realizadas para passar por um determinado sexo, como embalar (acentuando a protuberância da virilha masculina) ou, o oposto, dobrar (escondendo a protuberância da virilha masculina, também chamado de aquendar no pajubá, ou tucking em inglês. Homens trans e cross-dressers femininos podem usar packers para acentuar a protuberância da virilha.

## Roupas
A determinação real da vestimenta é construída socialmente. Por exemplo, na sociedade ocidental, as calças foram dotadas há muito para serem usadas por mulheres sem serem consideradas crossdressers. Em culturas onde os homens tradicionalmente usam saias masculinas, como kilt ou sarongue, essas não são vistas como roupas de mulheres e usá-las em público não é visto como crossdressing para homens. À medida que as sociedades estão se tornando mais globais por natureza, as roupas masculinas e femininas estão adotando estilos mais livres de vestimenta associados a outras culturas.[carece de fontes?]

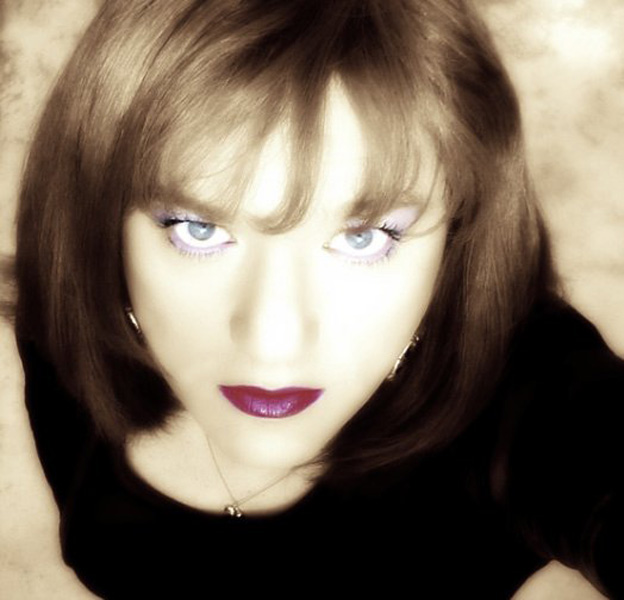
Alguns crossdressers masculinos buscam uma imagem feminina mais sutil

Cosplaying também pode envolver travestismo, pois algumas mulheres podem querer se vestir como um homem e vice-versa (ver Crossplay). A amarração dos seios (para mulheres) não é incomum e é uma das coisas provavelmente necessárias para elas fazerem cosplay de um personagem masculino.
Na maior parte do mundo, permanece socialmente reprovado que os homens usem roupas tradicionalmente associadas às mulheres. As tentativas são feitas ocasionalmente, por exemplo por estilistas, para promover a aceitação de saia masculina como roupa de uso diário para homens. Crossdressers reclamaram que a sociedade permite que as mulheres usem calças ou jeans e outras roupas masculinas, enquanto condena qualquer homem que queira usar roupas culturalmente vendidas para mulheres.
Enquanto criam uma figura mais feminina, travestis masculinos frequentemente utilizam diferentes tipos e estilos de formas de seios, que são próteses de silicone tradicionalmente usadas por mulheres que se submeteram a mastectomias para recriar a visual aparência de um peito.
Enquanto a maioria dos crossdressers masculinos utiliza roupas associadas às mulheres modernas, alguns estão envolvidos em subculturas que envolvem vestir-se como meninas (adolescentes) ou em roupas vintage. Alguns desses homens descrevem que gostam de se vestir da maneira mais feminina possível, então usam vestidos com babados com rendas e fitas, vestido de noiva completo com véus, bem como várias anáguas, espartilhos, cintas ou cinta-ligas com meia-calça.
O termo underdressing é usado por crossdressers masculinos para descrever o uso de roupas íntimas femininas, como calcinhas, por baixo das roupas masculinas. O famoso cineasta de baixo orçamento Edward D. Wood, Jr. disse que costumava usar roupas íntimas femininas sob seu uniforme militar como fuzileiro naval durante a Segunda Guerra Mundial.' Máscara feminina é a forma de crossdressing em que os homens usam máscaras que os apresentam como rosto de mulheres.

## Questões sociais

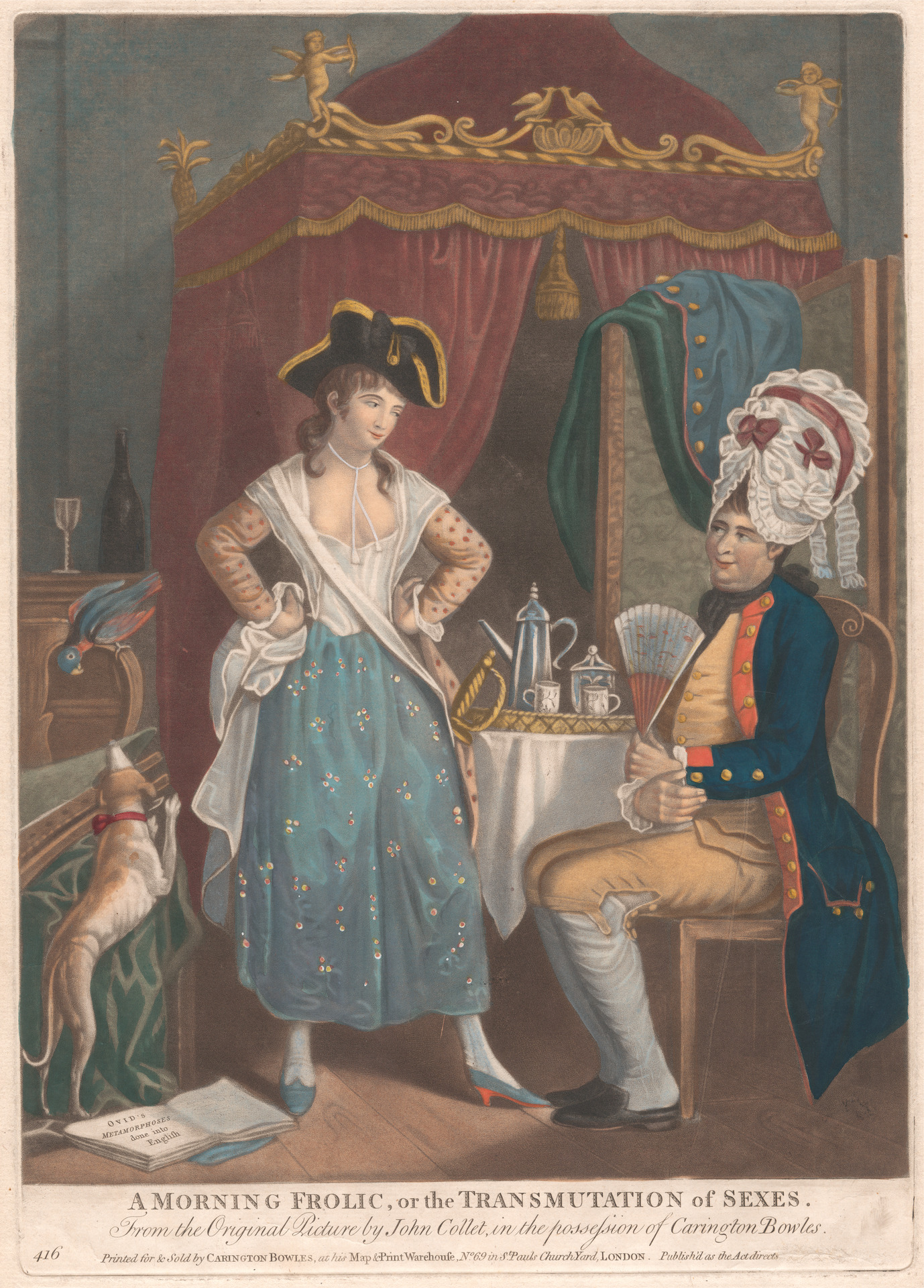
Sátira em cross-dressing, por volta de 1780 na Grã-Bretanha

Crossdressers podem começar a usar roupas associadas ao sexo oposto na infância, usando roupas de irmãos, pais ou amigos. Alguns pais disseram que permitiram que seus filhos se travestissem e, em muitos casos, a criança parou quando ficou mais velha. O mesmo padrão frequentemente continua na idade adulta, onde pode haver confrontos com o cônjuge, parceiro, membro da família ou amigo. Os travestis casados podem sentir considerável ansiedade e culpa se o cônjuge se opõe ao comportamento deles.
Às vezes, por culpa ou outros motivos, os travestis descartam todas as suas roupas, uma prática chamada "purga", apenas para começar a possuir roupas de outro gênero novamente.
Por outro lado é também comum Crossdressers encontrarem pessoas do sexo oposto que ofereçam apoio a essa sua transformação, seja ela eventual, frequente ou permanente. Essas pessoas são chamadas de S/O, sigla que deriva da expressão em inglês Supportive Opposite, ou seja, apoio do sexo oposto. No caso de CDs homens, pode ser por exemplo uma amiga, namorada, esposa, irmã, prima. Importante ressaltar que é alguém que apoia, e não só que aceita. É comum, contudo, dentre as pessoas com que tenho contato com Crossdressers, que as S/O’s sejam descritas como esposas ou namoradas. De qualquer modo, nem toda crossdresser tem uma S/O ou deseja ter uma.

## Festivais
As celebrações de cross-dressing ou transformismo ocorrem em culturas generalizadas. O festival Abissa na Costa do Marfim, Ofudamaki no Japão, e Festival Kottankulangara na Índia são todos exemplos disso. Assim como muitos desfiles e participações públicas nos tantos eventos de Parada Gay ou Parada da Diversidade pelo mundo afora ou no carnaval do Brasil, como acontece no tradicional Bloco dos Sujos em Florianópolis.

## Análise
As associações históricas de masculinidade com poder e feminilidade com submissão e frivolidade significam que, atualmente, uma mulher vestindo roupas de homem e um homem vestindo roupas de mulher evocam respostas muito diferentes. Uma mulher vestindo roupas masculinas é ainda considerada uma atividade mais aceitável socialmente. A defesa da mudança social tem feito muito para relaxar as restrições dos papéis de gênero em homens e mulheres, mas eles ainda estão sujeitos ao preconceito de algumas pessoas. É perceptível que à medida que 'transgênero' está se tornando mais socialmente aceito como uma condição humana normal, os preconceitos contra crossdressers estão mudando muito rapidamente, assim como os preconceitos semelhantes contra homossexuais mudaram rapidamente nas últimas décadas.
A razão pela qual é tão difícil ter estatísticas para crossdressers mulheres é que a linha onde termina o cross-dressing e onde começa ficou confusa, enquanto a mesma linha para os homens crossdressers está tão bem definida como sempre, devido às distinções impostas aos padrões de gênero. Esta é uma das muitas questões abordadas pelo feminismo da terceira onda, bem como pelo movimento moderno de masculinismo.
A cultura geral tem visões muito confusas sobre o transformismo e cross-dressing. Culturalmente a mulher que veste a camisa do marido para dormir é considerada atraente, enquanto o homem que veste a camisola da mulher para dormir pode ser considerado transgressor. Marlene Dietrich vestindo um smoking era considerada muito erótica; Jack Lemmon em um vestido foi considerado ridículo. Tudo isso pode resultar de uma rigidez do papel de gênero para os homens, derivada do machismo; isto é, por causa da dinâmica de gênero prevalente em todo o mundo, os homens frequentemente encontram discriminação quando se desviam das normas de gênero masculino impostas, particularmente violações de heteronormatividade. A adoção de roupas femininas por um homem é muitas vezes considerada uma queda na ordem social de gênero, enquanto a adoção de roupas tradicionalmente masculinas (pelo menos no mundo lusófono) tem menos impacto porque as mulheres têm sido tradicionalmente subordinados aos homens, e então incapazes de efetuar mudanças sérias no estilo de vestir. Assim, quando um crossdresser masculino coloca suas roupas, ele se transforma no quase feminino e, portanto, se torna uma personificação da dinâmica de gênero em conflito. Seguindo o trabalho de Butler, o gênero prossegue através de performances ritualizadas, mas no crossdresser masculino torna-se uma "quebra" performativa do masculino e uma "repetição subversiva" do feminino.
Os psicanalistas de hoje não consideram o transformismo em si só um problema psicológico, a menos que interfira na vida de uma pessoa. "Por exemplo", disse o Dr. Joseph Merlino, editor sênior de Freud em 150: Ensaios do século XXI sobre um homem de gênio, "[suponha que] ... eu sou um crossdresser e não quero mantê-lo confinado ao meu círculo de amigos ou ao meu círculo de festas, eu quero levar isso para minha esposa e não entendo por que ela não aceita, ou levar para meu escritório e não não entendo por que eles não aceitam isso, então se torna um problema porque está interferindo em meus relacionamentos e ambiente."

## Pantomima, televisão e comédia

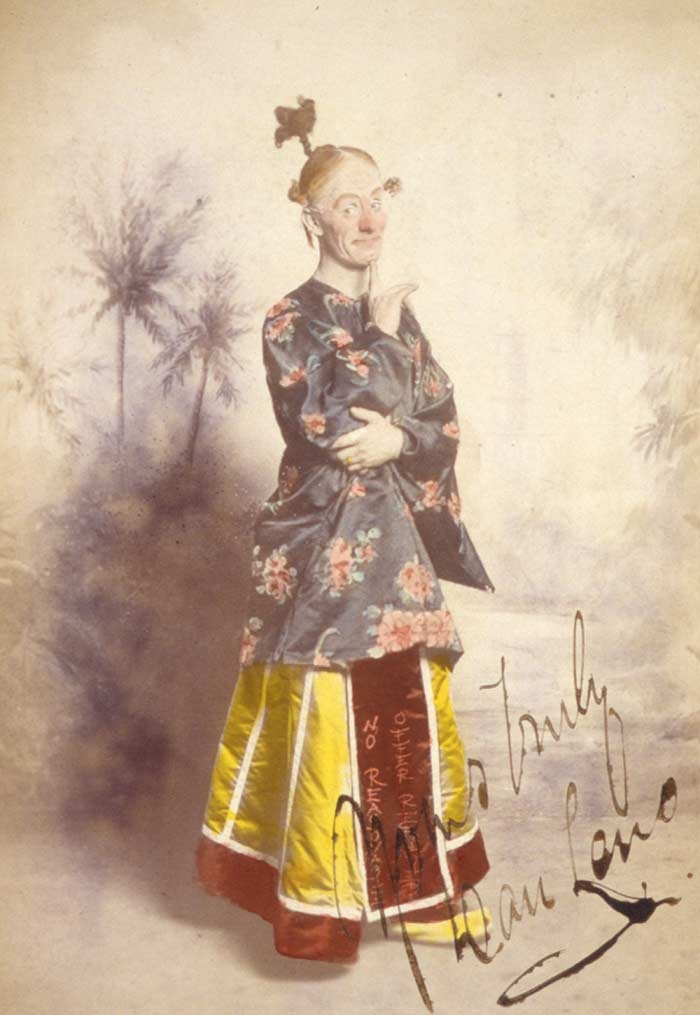
Comediante Dan Leno como Widow Twankey em 1896 pantomima Aladdin no Theatre Royal, Londres

Cross-dressing é uma metáfora popular tradicional na comédia britânica. A Pantomima dame, em inglês pantomima, data do século XIX, que é parte da tradição teatral de personagens femininos retratados por atores masculinos de forma drag. A trupe de comédia Monty Python vestiu vestidos e maquiagem, interpretando papéis femininos enquanto falava em falsete. Quadrinhos de personagens como Benny Hill e Dick Emery se basearam em várias identidades femininas. No programa de esquetes da BBC de longa duração The Dick Emery Show (transmitido de 1963 a 1981), Emery interpretou Mandy, uma loira com seios grandes e oxigenada cuja frase de efeito, "Ooh, você é horrível ... mas eu gosto de você!", foi dada em resposta a uma observação aparentemente inocente feita por seu entrevistador, mas considerada por ela como um duplo sentido obsceno. A tradição popular do cross-dressing na comédia britânica estendida ao videoclipe de 1984 de "I Want to Break Free" do Queen, onde a banda faz uma paródia de várias personagens femininas da novela Coronation Street.

## Literatura
Mulheres vestidas de homens, e menos frequentemente homens vestidos de mulher, é uma metáfora comum na ficção e folclore. Por exemplo, no mitologia nórdica, Thor se disfarçou de Freya.Esses disfarces também eram populares na ficção gótica, como nas obras de Charles Dickens, Alexandre Dumas e Eugène Sue,e em uma série de peças de William Shakespeare, como Décima Segunda Noite. Em O Vento nos Salgueiros, Toad se veste de lavadeira, e em O Senhor dos Anéis, Éowyn finge ser um homem.
Em ficção científica, fantasia e literatura feminina, este motivo literário é ocasionalmente levado mais longe, com a transformação literal de um personagem masculino para feminino ou vice-versa. Virginia Woolf Orlando: Uma Biografia centra-se em um homem que se torna uma mulher, assim como um guerreiro em The Innkeeper's Song 'de Peter S. Beagle'; enquanto em Geoff Ryman O guerreiro que carregou a vida, Cara se transforma magicamente em um homem.
Outros exemplos populares de disfarce de gênero incluem Madame Doubtfire (publicado como Alias Madame Doubtfire nos Estados Unidos) e sua adaptação para o cinema Sra. Doubtfire, apresentando um homem disfarçado de mulher. Da mesma forma, o filme Tootsie apresenta Dustin Hoffman disfarçado de mulher, enquanto o filme The Associate apresenta Whoopi Goldberg disfarçada de homem.

## Questões médicas
A 10.ª edição da Classificação Estatística Internacional de Doenças e Problemas Relacionados à Saúde listava o travestismo de duplo papel (cross-dressing não sexual) e travestismo fetichista(travesti para o prazer sexual) como transtornos. Ambas as listagens foram removidas para a 11.ª edição. Travestismo fetichista é um parafilia e um diagnóstico psiquiátrico na versão DSM-5 do Manual Diagnóstico e Estatístico de Transtornos Mentais.